# Son Reus de Randa
Son Reus és una possessió del municipi d'Algaida (Mallorca), coneguda antigament per la torre d'en Reus, està situada devora del llogaret de Randa, just al límit del terme d'Algaida amb el de Llucmajor. Les seves quarterades poden subdividir-se, aproximadament, en 30 de garriga i 90 de terreny de conradís. També forma part de la possessió el puig de Son Reus amb 73 quarterades més. Confronta a llevant i tramuntana amb les possessions d'Albenya i de Son Veny; a ponent, amb la de Son Roig, i a migjorn, amb els establits del terme de Llucmajor. Tant l'antic camí com la nova carretera de Llucmajor en travessen les propietats. En el Llibre del repartiment de Mallorca apareix, després d'Estacar (avui Son Veny) i Randa, l'alqueria de Min Benihimara, de dues jovades d'extensió, que correspongué a Berenguer de Mont-real, i que sembla que era l'actual son Reus.
El llinatge Reus és un dels més antics d'Algaida, ja que durant els segles XIV i XV hi havia Reus que ocupaven càrrecs públics i de representació. L'any 1502, la primitiva torre de Randa ja pertanyia a la família Reus. El llinatge Reus desaparegué de la possessió quan el 1583 morí sense descendència Mateu Reus, i quan la seva única germana, Margalida, es casà amb Francesc Socies, de Llucmajor. Els propietaris de son Reus sempre s'han sentit més atrets pel nucli de població més important i més acostat geogràficament, Llucmajor, on hi ha la seva posada, prop de l'Església parroquial de Sant Miquel i el panteó familiar al cementiri municipal de Llucmajor.
La compra del puig de Son Reus tingué lloc durant la regència de Maria Cristina i s'aprofità el Decret de desamortització de Mendizábal durant l'any 1836. El puig de Son Reus era comuna quan el compraren els Reus i després cediren al llogaret de Randa la llenya, les pedres i el permís per amollar-hi les bísties. A canvi d'això pagaven uns censals.

## Construccions
Les cases foren reformades l'any 1881 i la façana principal està orientada a migjorn. En destaca el portal d'entrada amb arc de mig punt i data gravada de l'any 1776, cobert per un balcó que dona a la sala gran del pis i el bell rellotge de sol al costat. A la part posterior podem observar el grandiós cup dividit en quatre compartiments i cobert per una porxada amb arcades. Està fet l'any de la reforma de les cases, perquè encara hi ha la data gravada a la contrapetja dels escalons de pujar les portadores.
Una altra dependència prou interessant és el grandiós celler que també té accés per la part posterior, amb tota mena de bótes i de totes les mides; n'hi ha fins i tot que tenen una cabuda de 900 quartins (cada quartí = 26,67 litres). La tafona, en canvi, dona a la semi-clastra dels frontis principals i, malgrat que avui resta abandonada i s'utilitza com a magatzem, hi queda el trull, la premsa, les piques i, fins i tot, l'espiga. Abans hi havia a la possessió 25 quarterades d'olivar per donar feina a la tafona esmentada, oliveres que foren substituïdes per ametlers, garrovers i albercoquers.
Al vessant de tramuntana del puig de les Bruixes hi ha un safareig, el safareig de l'hort de Son Reus, que s'omple amb aigües provinents d'una font situada a uns 155 m per mitjà d'un qanat. Té 9 pous de ventilació i una galeria a 90 cm de profunditat del nivell del sòl, de 40 cm d'amplada i 30 cm d'alçada.

## Restes arqueològiques

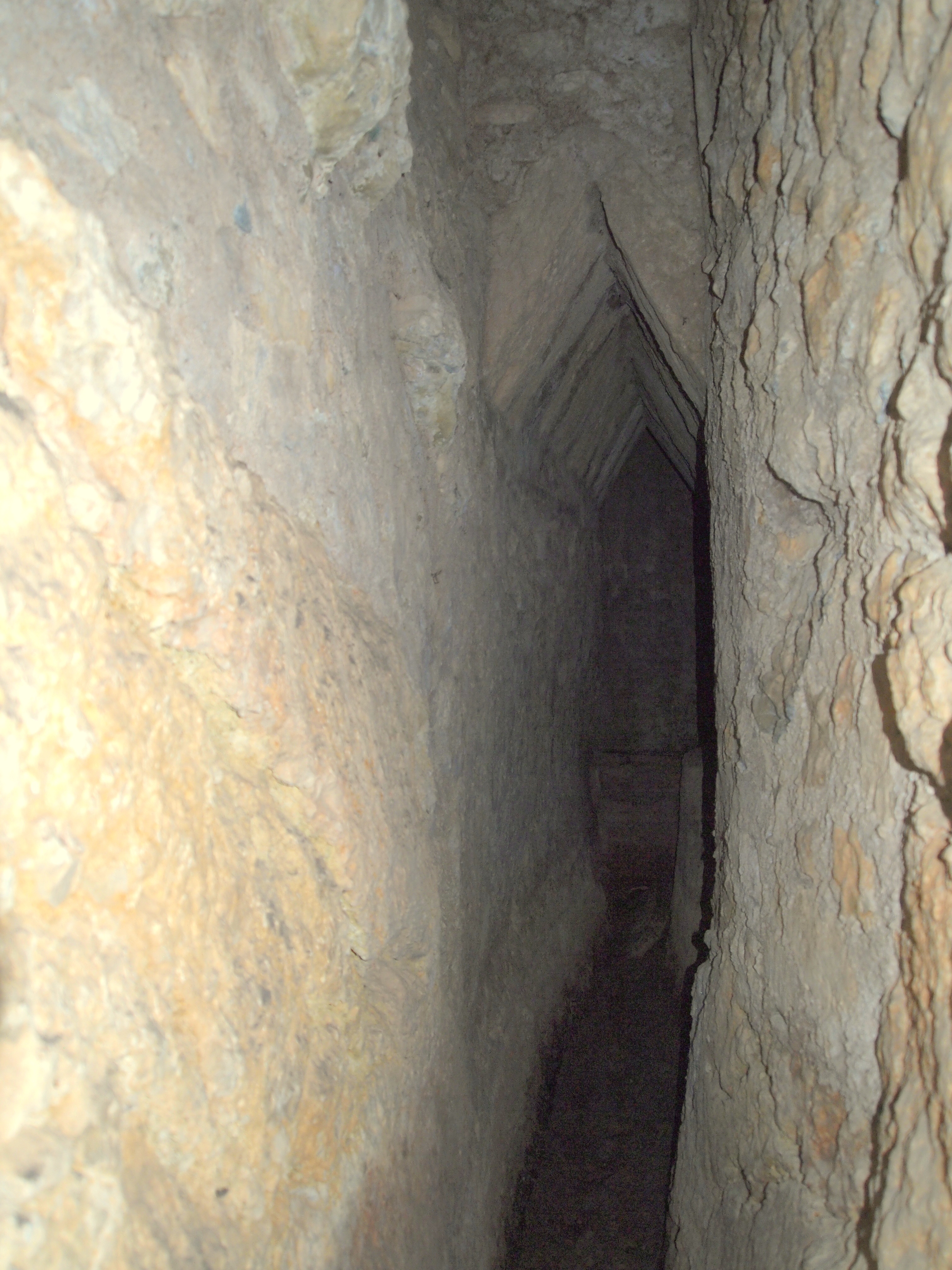
Galeria del qanat de Son Reus

Dins les terres d'aquesta possessió hi ha una cova prehistòrica, catalogada en el Corpus de toponímia de Mallorca, que està situada als costers del puig de l'Escolà. Al Museu d'Arqueologia de Catalunya (Barcelona) hi ha una espasa talaiòtica de bronze amb pom massís que procedeix d'aquesta possessió.
En un vessant del puig de l'Escolà hi ha la font de Son Reus amb el qanat d'origen andalusí més llarg de Mallorca, 300 m (qanat de Son Reus) amb 9 pous d'aireig que vessa l'aigua dins la possessió de son Saleta, ja en el terme municipal de Llucmajor.